# Silves (Amazonas)
Silves est une municipalité brésilienne de l'État d'Amazonas .